# Изобильненский сельский совет (Алуштинский горсовет)
Изобильненский сельский совет (укр. Ізобільненська сільська рада, крымскотат. Körbekül köy şurası) — административно-территориальная единица в подчинении Алуштинского городского совета АР Крым Украины (фактически до 2014 года); ранее до 1991 года — в составе Крымской области УССР в СССР, до 1954 года — в составе Крымской области РСФСР в СССР, до 1945 года — в составе Крымской АССР РСФСР в СССР. Население по переписи 2001 года — 4438 человек. Территория бывшего сельсовета находится на южном склоне горы Чатыр-Даг Южного берега Крыма.
К 2014 году состоял из 3 сёл и 1 посёлка:
- Изобильное
- Верхняя Кутузовка
- Нижняя Кутузовка
- Розовый

## История
Корбеклинский сельсовет был образован в начале 1920-х годов в составе Ялтинского района из которого в 1922 году был выделен Алуштинский район. Декретом ВЦИК от 4 сентября 1924 года Алуштинский район был упразднён и сельсовет вновь присоединили к Ялтинскому. По результатам всесоюзной переписи 17 декабря 1926 года Корбекский сельский совет включал 16 населённых пунктов с населением 2314 человек, в том числе 1 село Корбек (2109 человек), учтённый, как хутор Козьмо-Демьяновский монастырь (67 человек), также хутора Карашская дача (1 житель) и Озенбаш (93 человека), дача Су-Ат (3 жителя) и 11 лесных казарм с общим населением 41 человек. На 1928 год, согласно Атласу СССР 1928 года, сельсовет входил в Карасубазарский район. Постановлением ВЦИК от 30 октября 1930 года был образован Алуштинский татарский национальный район (по другим данным — в 1937 году). Указом Президиума Верховного Совета РСФСР от 21 августа 1945 года Корбеклинский сельсовет был переименован в Изобильненский. С 25 июня 1946 года Изобильненский сельсовет в составе Крымской области РСФСР, а 26 апреля 1954 года Крымская область была передана из состава РСФСР в состав УССР. На 15 июня 1960 года в составе совета числились следующие населённые пункты:

| - Изобильное - Верхняя Кутузовка | - Нижняя Кутузовка - Розовый |

Те же населённые пункты числились до конца существования совета. 1 января 1965 года, указом Президиума ВС УССР «О внесении изменений в административное районирование УССР — по Крымской области», Алуштинский район был преобразован в Алуштинский горсовет. С 12 февраля 1991 года сельсовет в восстановленной Крымской АССР, 26 февраля 1992 года переименованной в Автономную Республику Крым. С 21 марта 2014 года в составе Крыма аннексирован Россией. Законом «Об установлении границ муниципальных образований и статусе муниципальных образований в Республике Крым» от 4 июня 2014 года территория административной единицы была объявлена муниципальным образованием со статусом сельского поселения.